# Vjosa Osmani
Vjosa Osmani-Sadriu, née le 17 mai 1982 à Mitrovica, est une femme d'État kosovare, présidente de la république du Kosovo depuis 2021. Elle est successivement membre de la Ligue démocratique du Kosovo (LDK) puis de son propre parti, Guxo.
Présidente de l'Assemblée du 3 février 2020 au 22 mars 2021, elle devient, à ce titre, présidente de la République par intérim à partir du 5 novembre 2020, date de la démission de Hashim Thaçi. Elle est élue présidente de la république du Kosovo lors du scrutin qui a lieu le 4 avril 2021.

## Biographie
Vjosa Osmani-Sadriu est née en 1982 à Mitrovica, au Kosovo.
Elle poursuit des études à l'université de Pristina (Kosovo) où elle obtient une licence de droit en 2004, puis à la faculté de droit de l’université de Pittsburgh aux États-Unis d'Amérique où elle obtient un master en 2005 puis un doctorat en 2015.
Elle enseigne à l'université de Pristina, à l'Institut de technologie de Rochester au Kosovo et à la faculté de droit de l'université de Pittsburgh.
Vjosa Osmani est mariée à Prindon Sadriu, ils ont deux filles jumelles.
En plus de sa langue maternelle, l'albanais, Vjosa Osmani-Sadriu parle l'anglais, le turc, l'espagnol et le serbe.

## Carrière politique

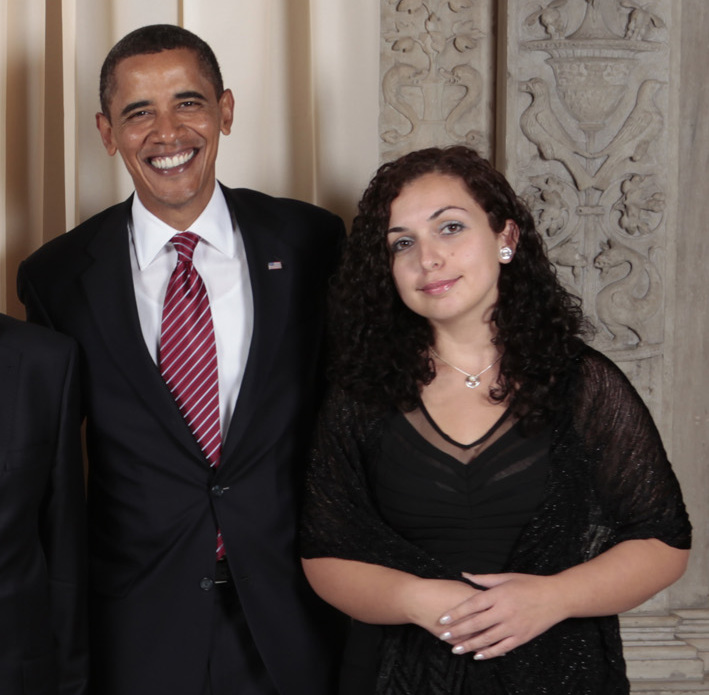
Vjosa Osmani et le président américain Barack Obama, en 2009.

La carrière politique de Vjosa Osmani a débuté à l'adolescence, alors qu'elle était militante pour la LDK. Le 27 août 2009, elle a été élue chef d'état-major du président de la République du Kosovo de l'époque, Fatmir Sejdiu.
Elle est connue pour sa contribution à l'indépendance du Kosovo, notamment à la Cour internationale de justice, où elle faisait alors partie du parti kosovar pour défendre la légalité de l'indépendance du Kosovo, affaire que le Kosovo avait gagnée contre la Serbie. Dans ce processus, Vjosa Osmani a servi de représentante du Kosovo.

### Députée
Élue pour la première fois au parlement kosovar en 2010, Vjosa Osmani est présidente de la Commission parlementaire sur l'intégration européenne et vice-présidente de la Commission des amendements constitutionnels. Elle est réélue députée en 2014 avec 39 911 voix
En 2017, elle est réélue députée avec 64 147 votes. Elle est la 4e candidate en nombre de votes et la première femme. Au parlement, elle sera présidente de la Commission des affaires étrangères, de la diaspora et des investissements stratégiques.
De nouveau élue députée lors des élections législatives kosovares d'octobre 2019, elle est la première femme à se présenter au poste de Première ministre du Kosovo et est réélue députée.

### Présidente de l'Assemblée
Alors qu'un accord de gouvernement est conclu entre Autodétermination et la LDK, Vjosa Osmani devient présidente de l'Assemblée du Kosovo le 3 février 2020.
Elle est exclue de la LDK après avoir refusé de soutenir le gouvernement Hoti.

### Présidente de la République

#### Par intérim
Le 5 novembre 2020 Hashim Thaçi, alors président de la république du Kosovo, annonce sa démission à la suite de son inculpation par le tribunal spécial pour le Kosovo après enquête du tribunal sur les exactions de l'Armée de libération du Kosovo dont il était un dirigeant.
Elle devient alors présidente par intérim comme le prévoit la constitution. Le 22 mars 2021, Glauk Konjufca est élu président de l'Assemblée et la remplace alors au poste de président par intérim.

#### De plein exercice
Vjosa Osmani est la candidate du parti majoritaire Autodétermination pour l'élection présidentielle de 2021 après la victoire de ce dernier aux élections législatives de février 2021.

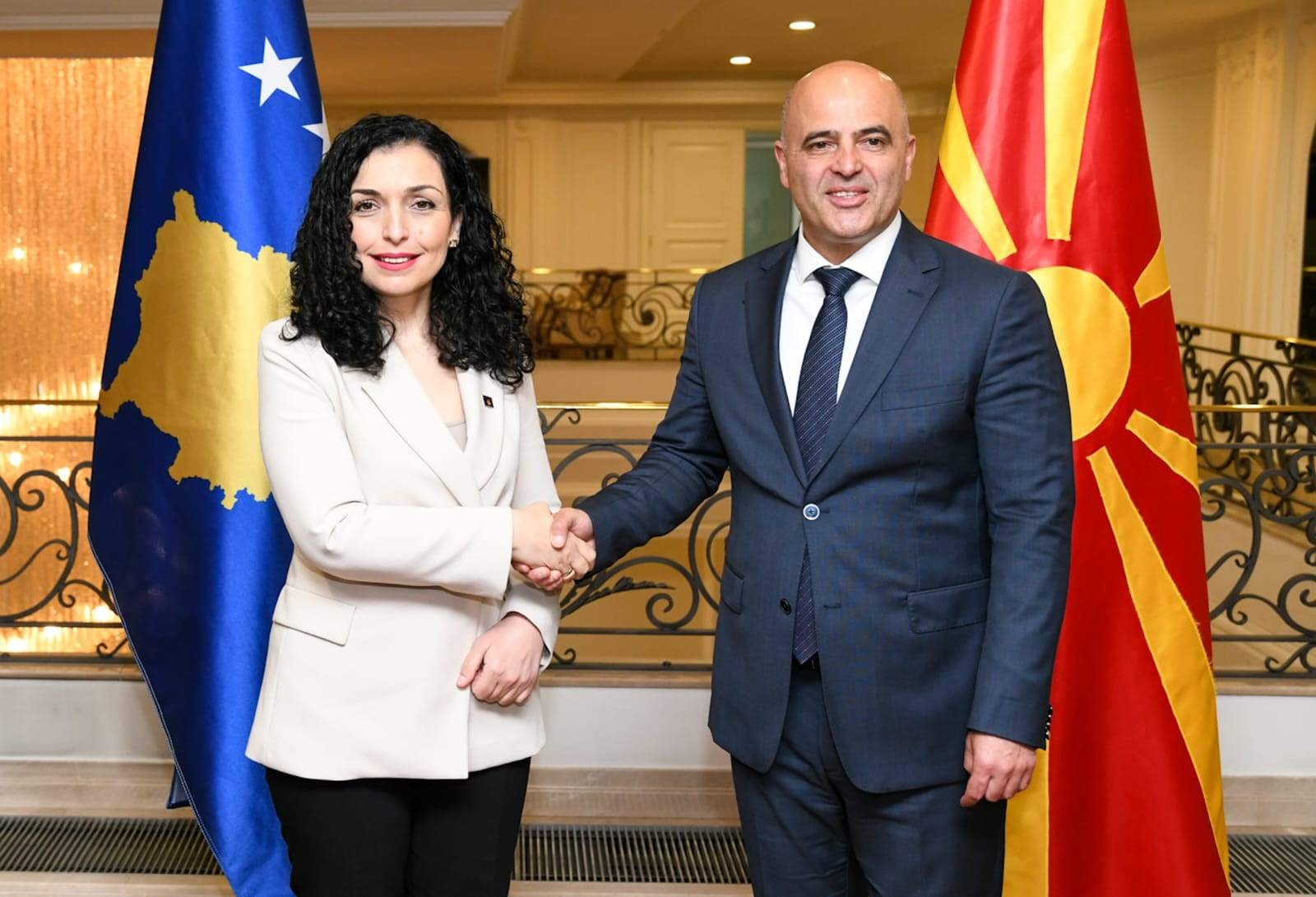
Vjosa Osmani et le Premier ministre macédonien Dimitar Kovačevski, 2023.

Alors qu'elle est la personnalité politique la plus populaire dans son pays, elle est élue présidente de la république du Kosovo le 4 avril 2021 au troisième tour de scrutin, après avoir échoué à obtenir le quorum nécessaire à la validation de son élection durant les deux tentatives précédentes, ce qui a provoqué le report de la troisième tentative au lendemain.

## Prises de position
En 2013, Vjosa Osmani-Sadriu prononce un discours remarqué devant le parlement kosovar sur les victimes de violences sexuelles au Kosovo.
Elle est considérée comme féministe, dénonçant le manque de place des femmes dans les ministères et leur faible taux d'emploi ainsi que le système patriarcal.
En 2019, elle rejette les idées de modifications de frontières et d'échange de territoires entre le Kosovo et la Serbie, qu'elle juge dangereuses et qui auraient un impact négatif sur le sort des populations du Kosovo et de la région : « Pas de discussion sur les frontières, pas de discussion sur la souveraineté du Kosovo, et pas de discussion sur le fonctionnement institutionnel interne du Kosovo », déclare t-elle.
En septembre 2020, elle est exclue de la Ligue démocratique du Kosovo après des désaccords sur l'alliance gouvernementale menée par Avdullah Hoti. Elle est par la suite vivement attaquée par les cadres de son ancien parti, y compris au moyen d’attaques sexistes.

## Critiques et controverses
Pour Shqipe Gjocaj, journaliste indépendante, blogueuse et militante féministe kosovare, « à en juger par sa campagne pré-électorale, Osmani prouve que, même si elle est jeune, sa rhétorique diffère peu de celle des hommes âgés de la LDK. En tant que droite classique, elle manifeste la même approche dépassée et le même point de vue qu’un politicien typique du Kosovo et des Balkans ».
En 2014, le journal kosovar Expess signale que Prindon Sadriu, mari de Vjosa Osmani-Sadriu, travaille pour Dana Rohrabacher, un membre du Congrès américain accusé de proximité avec le président russe Vladimir Poutine. L'article fait également référence à un soutien de M. Dana Rohrabacher en faveur d'une indépendance des Serbes du Kosovo. L'information est publiée durant la campagne des élections législatives kosovares de 2019 par le site Open source investigations. L'information est rapidement reprise par de nombreux médias kosovars comme une « révélation »,,. Comme l'indique une publication datant de 2013, Prindon Sadriu a été assistant au bureau de M. Rohrabacher.